# Andreï Kirillovitch Smirnov
Pour les articles homonymes, voir Andreï Smirnov et Smirnov.
Andreï Kirillovitch Smirnov (en russe : Андре́й Кири́ллович Смирно́в), né le 15 août 1895 dans l'Empire russe et mort le 8 octobre 1941 en URSS, est un militaire soviétique, lieutenant-général.

## Biographie
Il est né le 15 août 1895 à Saint-Pétersbourg. Il s'engage dans l'armée en 1915 et participe à la Première Guerre mondiale. Il est diplômé de l'école militaire de Vladimir et devient lieutenant. Il s'engage dans l'Armée rouge en 1918. Pendant la guerre civile russe, il commande une brigade. Il étudie à l'université en 1922, est diplômé de l'Académie militaire Frounze en 1927 et rejoint le département de l'Armée rouge. En 1929 il occupe un poste de commissaire de division.
Le 4 juin 1940, il nommé lieutenant-général et est nommé commandant des troupes du district militaire de Kharkov. Au début de la Seconde Guerre mondiale il commande la 18e armée (Union soviétique) sur le front sud et son armée y mène de lourdes batailles défensives. Durant la Bataille de Rostov (1941), la 18e armée est entourée par la 1. Panzerarmee. Dans une tentative pour sortir de l'encerclement, le lieutenant-général Smirnov meurt durant la bataille, le 8 octobre 1941 près de Popovka dans l'Oblast de Zaporijia,,.

## Décorations
- Ordre de Lénine
- Ordre de l'Étoile rouge